# Gyál
Gyál is een plaats (város) en gemeente in het Hongaarse comitaat Pest. Gyál telt 22 552 inwoners (2007).